# Dissecazione
Una dissezione o dissecazione, in patologia medica, è una lacerazione, uno scollamento longitudinale all'interno della parete di un vaso sanguigno che consente al sangue di penetrare nella struttura connettivale della parete del vaso separando gli strati della parete. Se si stacca una porzione della parete dell'arteria (uno strato della tonaca intima o della tonaca media), vengono a crearsi due passaggi all'interno dell'arteria, il lume nativo e il "falso lume".

## Fisiopatologia
Il segno distintivo della dissezione è il verificarsi di uno stravaso di sangue (un'emorragia) all'interno della parete del vaso. Nella maggior parte dei pazienti è individuabile una lacerazione intimale (una vera e propria "porta d'entrata") che consente al sangue che scorre nel normale letto vascolare di penetrare e, quindi, di comunicare direttamente con la cavità che si forma all'interno della parete vascolare. In una minoranza di pazienti non è invece individuabile questa lacerazione ma è evidente la presenza di un ematoma intramurale apparentemente senza alcuna connessione diretta con il lume del vaso.
Una dissecazione arteriosa è una patologia grave che compromette seriamente la salute dell'organismo, in quanto l'emorragia negli strati mediale e dell'avventizia può comportare il rigonfiamento della parete esterna del vaso ed andare a comprimere le strutture locali. È però possibile che la lacerazione della parete avvenga a livello sub intimale, comportando la formazione di ematomi intramurali che sporgono verso l'interno del lume del vaso, andandolo a restringere. In questi casi la crescita del falso lume impedisce la perfusione del lume vero causando una sintomatologia ischemica nel territorio irrorato a valle, dovuta ad insufficienza emodinamica.
La situazione in molti casi è ulteriormente complicata dalla formazione di emboli in corrispondenza del sito della dissezione: questa tendenza all'embolismo va ancora una volta a peggiorare l'ischemia.
Vasi e gli organi che sono perfusi da un falso lume possono essere ricevere sangue in vario modo, possono cioè essere ben perfusi o per nulla. In alcuni casi di dissezione si registra solo un minimo oppure nessun danno d'organo. Similmente, i vasi, organi e tessuti perfusi dai lume vero, ma distali alla dissezione ("a valle"), possono anch'essi avere vari livelli di perfusione (da buona a scadente).

## Epidemiologia
È difficile avere una quantificazione precisa del numero di casi di dissecazione che si verificano all'interno di una popolazione. Il miglioramento delle tecniche di imaging radiologico e una crescente consapevolezza del disturbo da parte dei pazienti ha portato a un maggiore riconoscimento di queste sindromi. Tuttavia ancor'oggi i casi lievi probabilmente rimangono non diagnosticati o confusi con altri disturbi. Gli studi in letteratura medica non sembrano dimostrare la preponderanza in una determinata etnia. La dissecazione di alcune sedi (ad esempio la dissezione delle arterie intracraniche) sembra verificarsi con maggiore prevalenza nel sesso maschile.

## Segni e sintomi
La sintomatologia di una dissezione aortica varia a seconda del vaso e della sede della dissezione. Nel caso della dissecazione di arterie craniche o del collo sono comuni i sintomi ischemici, che vanno da quelli dell'attacco ischemico transitorio (TIA) a quelli dell'ictus. 
Nel caso della dissecazione aortica prevale invece il dolore, l'insufficienza cardiaca congestizia, la sincope o la paraplegia.
La dissezione delle arterie coronariche, per quanto evento raro, è invece una causa temibile e insidiosa (in genere mancano fattori di rischio coronarico) di sindrome coronarica acuta e pertanto si associa alla ben nota sintomatologia (dolore toracico di tipo cardiaco).